# Light over water
Light over water (Symphony for brass instruments and synthesizers) is een compositie van John Adams.
Het is een beetje een buitenbeentje in het oeuvre van de Amerikaanse componist. Het werk wordt namelijk alleen uitgevoerd via een tape. Adams integreerde in zijn instrumentale muziek regelmatig elektronische componenten. Bij Light over water is het omgekeerd. Het is een werk dat valt binnen de elektronische muziek, maar dan weer nadrukkelijk niet als musique concrète van Edgard Varèse en/of Karlheinz Stockhausen, noch de populaire tak van Tangerine Dream, Vangelis en Jean-Michel Jarre.
Adams zat voor Light over water zelf achter de vroege digitale synthesizers van onder meer Casio en analoge apparatuur van Serge en uiteraard opnameapparatuur. Daardoorheen mengde hij de klanken van een koperensemble, waarbij Adams zich hield aan de karakters van die muziekinstrumenten. Het werk van de dirigent werd vervangen door werk achter de mengtafel; Adams moest alles zelf in elkaar passen. Light over water werd de muziek achter het ballet Available light met choreografie van Lucinda Childs, die het in september 1983 op de planken bracht in de tijdelijke zaal van Temporary Contemparary.
De verbinding tussen muziek en ballet moet gezocht worden in de constante beweging binnen het werk. Adams bedacht er de basisstructuur van een symfonie voor; het werk heeft ook de (gemiddelde)  tijdsduur van zo’n werk (54 minuten). Het werk bestaat uit drie delen zonder titel (deel 1 van 12 minuten, deel 2 van 11 minuten en deel 3 van 18 minuten). Deel 1 begint met een signaal vanuit de synthesizers en (geëletronificeerd) laag koper, dat door herhaling het werk in beweging zet. Al snel komt de minimal music van Adams om de hoek kijken; zich herhalende notenreeksen zijn haast vanaf minuut één te horen, steeds afgewisseld door andere. Deel 1 wordt gespeeld in een relatief snel tempo, dat langzaam richting deel 2 stuurt toenemende statische muziek; de muziek komt haast tot stilstand. Zonder onderbreking begint deel 2. Deel 2 kan daarbij vergeleken worden met het langzame deel van een driedelige symfonie. Accenten worden gegeven tegen een achtergrond van snel bewegende muziek, vergeleken met het gekwetter van een groep vogels. Die beweging stroomt verder in de accenten, wanneer die overname plaatsvindt, komen de accenten terug in de lagere stemmen. Zoals dat opkomt, verdwijnt het ook weer. Ingram vergeleek de opbouw van deel 3 (finale) wel met de muziek van Anton Bruckner. De zachte klanken dreigen in aanloop naar die finale geheel stil te vallen, waarna er een opbouw van piano naar forte plaatsvindt (Bruckner gebruikte daartoe zwaar koperwerk). Net als bij de symfonie komen de tonen uit het begin aan het slot terug.
Adams schreef het werk grotendeels in een afgelegen boerderij. Daar komt ook de titel vandaan, verschuivingen binnen het licht boven de Grote Oceaan gezien van het platteland van Californië. Van het werk bestaat geen bladmuziek; er is slechts een opname. John Adams zat daarbij zelf achter de synthesizers, muziek van het koperensemble (trompet, hoorn, trombone, tuba) werd geïntegreerd in de Tres Virgo Studios in San Rafael (Californië). De opname werd in 1987 op compact disc gezet, zonder eigenlijk enige informatie over het werk zelf. Of het werk daarna nog ooit is uitgevoerd is niet bekend.